# Chlorostilbon poortmani
Chlorostilbon poortmani là một loài chim trong họ Trochilidae.